# Provençana (metropolitana di Barcellona)
Provençana è una stazione della metropolitana di Barcellona appartenente alla linea L10 Sud.
Questa stazione fa parte della tratta 2 del progetto delle linee L9/L10 (Zona Franca | ZAL –Zona Universitària) ed è situata a 40 m di profondità. È dotata di ascensori e scale mobili e possiede un unico accesso nel Carrer di Santa Eulàlia dell'Hospitalet de Llobregat, tra il Carrer di Rosell e il Carrer Aprestadora.
Secondo le previsioni iniziali la stazione avrebbe dovuto aprire nel 2007, ma la data di inaugurazione fu posticipata più volte e i lavori furono poi interrotti per riprendere soltanto nel giugno 2017. La stazione è entrata finalmente in servizio il 2 marzo 2019.

## Accessi
- Carrer di Santa Eulàlia (un ingresso)